# Ковшик, Пётр Андреевич
Пётр Андреевич Ковшик (укр. Петро Андрійович Ківшик; род. 22 мая 1942, село Удовиченки, Зеньковский район, Полтавская область, УССР) — украинский государственный деятель, депутат Верховной рады Украины I (1990—1994) и II созыва (1994—1998).

## Биография
Родился 22 мая 1942 года в селе Удовиченки Зеньковского района Полтавской области в крестьянской семье.
С 1959 года учился в Ахтырском техникуме механизации сельского хозяйства, с 1962 года работал инженером-механиком колхоза «Родина» Лубенского района Сумской области, с 1964 года был мастером производственного обучения ПТУ № 7 Гадячского района Полтавской области.
С 1965 года был инженером, затем старшим инженером, начальником цеха, директором торговой базы, заместителем управляющего по материально-технической части Кобелякского районного объединения сельхозтехники Полтавской области.
В 1980 году окончил факультет механизации сельскохозяйственного производства Полтавского сельскохозяйственного института по специальности «инженер-механик».
С 1981 года являлся управляющим Глобинским районным производственным объединением по производственно-техническому обеспечению сельского хозяйства, с 1985 года — заместитель председателя агропромышленного комитета Полтавской области, с 1988 года — генеральный директор государственного предприятия производственного и материально-технического обеспечения «Облагропоставка» Полтавской области.
В 1990 году в ходе первых альтернативных парламентских выборов в Украинской ССР был выдвинут кандидатом в народные депутаты трудовым трудовым коллективом колхоза «Прогресс» Глобинского района Полтавской области. 18 марта 1990 года во втором туре был избран народным депутатом Верховного совета Украинской ССР XII созыва (в дальнейшем — Верховной рады Украины I созыва) от Глобинского избирательного округа № 325, набрал 78,29% голосов среди 5 кандидатов. В парламенте входил в депутатскую группу «Аграрии», был членом комитета по вопросам планирования, бюджета, финансов и цен. Одновременно с 1991 года был заместителем начальника главного управления ПО «Агрооборудование». Депутатские полномочия истекли 10 мая 1994 года.
В 1994 году в ходе парламентских выборов был избран народным депутатом Верховной рады Украины II созыва от Глобинского избирательного округа № 326. В парламенте входил в депутатскую группу «Аграрии Украины», был членом комитета по вопросам топливно-энергетического комплекса, транспорта и связи, был членом фракции «Аграрии Украины» (затем фракции Аграрной партии Украины).
Был кандидатом в народные депутаты Верховной рады Украины IV созывана парламентских выборах 2006 года от Народного блока Литвина, был 79-м в партийном списке, избран не был.
Женат, имеет двоих детей.